# EBIT
EBIT (ang. earnings before deducting interest and taxes) – zysk operacyjny, czyli zysk przed odliczeniem podatków i odsetek.
Jego zastosowanie w analizie finansowej ułatwia porównywanie wyników działalności różnych przedsiębiorstw bez względu na stopień i koszt wykorzystania przez nie dźwigni finansowej, obciążenia podatkowe.
Zysk operacyjny przed opodatkowaniem (EBIT) można wyznaczyć na trzy sposoby:
- Z księgowego punktu widzenia: sprzedaż – koszty operacyjne

- Z finansowego punktu widzenia: zysk brutto + odsetki
- EBIT = MB – KS – KZ (marża brutto – koszty stałe – koszty zmienne)